# 韩世钧
韩世钧（1929年—），男，浙江余姚人，中国物理化学家，曾任浙江大学教授、博士生导师，中国化学会理事。